# Guvernementet Tula
Guvernementet Tula var ett guvernement i mellersta Ryssland och senare Sovjetunionen 1796–1929.
Det var omgivet av guvernementet Moskva i norr, Rjazan och Tambov i öster samt Orjol och Kaluga i söder och väster. Det hade en yta på 30 965
km2 2 016 000 invånare (1915), nästan alla, 99,6
procent, ryssar. Dessutom bodde i guvernementet ett par tusen
polacker samt omkring 4 000 judar.
Landet var en vågig platå med omkring 250 m medelhöjd, i söder omkring 300
m, samt djupt nedskurna floddalar. Huvudfloden var Oka, som bildar gräns i norr, med många bifloder
(Zusja, Upa, Osetr och Pronja). Don rann upp i östra delen. Segelbara var Oka, Upa och Don. Guvernementet tillhörde nordkanten av det ryska stäppområdet, och av dess ytvidd utgjordes 73 procent av åker, endast 10 procent av skogsmark och 17 procent av impediment.
Jordbruket var huvudnäring, och spannmålsproduktionen lämnade under normala förhållanden ett betydande utförselöverskott. Järnmalm fanns, likaså
stenkol, de senare dock av dålig beskaffenhet. Både fabriksindustri och hemindustri (särskilt beträffande metallvaror) var viktiga binäringar inom guvernementet. Av befolkningen var 78,5 procent jordbrukare och 9 procent gruvarbetare.
- Wikimedia Commons har media som rör Guvernementet Tula.

## Källa
Den här artikeln är helt eller delvis baserad på material från Nordisk familjebok, Tula, 1904–1926.